# Mbam (Fundong)
Pour les articles homonymes, voir Mbam.
Mbam est un village du Cameroun situé dans l'arrondissement (commune) de Fundong, le département du Boyo et la Région du Nord-Ouest.

## Population
Lors du recensement national de 2005, Mbam comptait 1 717 habitants.
Une étude locale de 2012 évalue la population de Mbam à 12 000 personnes.

## Environnement
La localité est située en zone tropicale humide, on y trouve une forêt galerie, ainsi qu'un sanctuaire.

## Économie
Le commerce constitue l'une des activités principales de l'arrondissement. Un marché a été créé à Mbam, mais dans l'étude de 2012 il n'était pas jugé vraiment opérationnel.
En 2012, c'était l'une des rares localités de Fundong ayant accès à l'électricité.
L'essentiel du réseau routier est constitué de pistes. En 2012 il n'y avait pas de route goudronnée conduisant à Mbam.